# Speedway Miszkolc
Speedway Miszkolc (węg. Speedway Miskolc) – węgierski klub żużlowy z Miszkolca.
Zespół w latach 2006-2010 startował w polskiej lidze żużlowej. Ambicją klubu jest zorganizowanie żużlowego Grand Prix Węgier.

## Sukcesy
Drużyna z Miszkolca jest jednym z najbardziej utytułowanych węgierskich klubów żużlowych. Największe sukcesy święciła w latach 1969–1987, 8-krotnie zostając mistrzem Węgier (1974–1980 i 1983), 2-krotnie wicemistrzem (1982 i 1987) i 3-krotnie II wicemistrzem (1982, 1984 i 1986); przez 11 lat z rzędu nie schodziła z podium, w tym 7 razy z rzędu zdobyła tytuł mistrzowski. Tytuł z 1983 pozostaje ostatnim w dorobku Miszkolca. Na ten okres przypadają ponadto wszystkie 10 tytułów Indywidualnego Mistrza Węgier wywalczone przez reprezentantów klubu (w latach 1971–1972 i 1974–1981) oraz wszystkie 4 tytuły parowych mistrzów Węgier (w latach 1976–1977 i 1979–1980). 

Od sezonu 1988 na swoim koncie klub zapisał jedynie 3 srebra i 3 brązy Drużynowych Mistrzostw Węgier, 4 srebra i 2 brązy Indywidualnych Mistrzostw Węgier oraz 1 złoto, 2 srebra i 3 brązy Młodzieżowych Indywidualnych Mistrzostw Węgier. Największym sukcesem z tego okresu startów pozostaje triumf na arenie międzynarodowej w postaci zdobycia Klubowego Pucharu Europy w 2007. Klub, startując w polskiej lidze żużlowej, nie wykorzystał jednak największego swojego dotychczasowego sukcesu w tych rozgrywkach, oddając bez walki mecze barażowe o awans do I ligi. To, co nie udało się rok wcześniej, węgierscy żużlowcy dokonali w sezonie 2009. W finale rozgrywek pokonali łódzkiego Orła i awansowali do I ligi.
Łącznie dorobek medalowy klubu prezentuje się następująco:
- DM Węgier (19 medali)
  - złoto: 8 (1974–1980, 1983)
  - srebro: 5 (1982, 1987, 1992, 2004–2005)
  - brąz: 6 (1982, 1984, 1986, 1993, 2006–2007)
- IM Węgier (30 medali)
  - złoto: 10 (1971–1972, 1974–1981)
  - srebro: 12 (1973–1977, 1979, 1981–1982, 1990, 1992, 2005, 2007)
  - brąz: 8 (1969–1970, 1974–1977, 1992, 2008)
- IM Węgier U-21 (21 medali)
  - złoto: 7 (1969, 1972, 1974, 1977, 1983–1984, 1992)
  - srebro: 7 (1970, 1974, 1979, 1982, 1986, 1991, 2008)
  - brąz: 7 (1970, 1974, 1978, 1987, 1990, 1992, 2008)
- Mistrzostwa Par Węgier (10 medali)
  - złoto: 4 (1976–1977, 1979–1980)
  - srebro: 4 (1976, 1978, 1981–1982)
  - brąz: 2 (1977, 1983)

W konkurencjach indywidualnych medale Mistrzostw Węgier dla Miszkolca zdobywali:
- w kategorii seniorskiej:
  - István Sziráczki: 4 złota (1975-78,1980-81), 1 brąz (1974)
  - János Szőke: 2 złota (1971-72), 2 srebra (1974-75), 2 brązy (1969,1977)
  - László Mészáros: 1 złoto (1979), 2 srebra (1976-77)
  - Sándor Csathó: 1 złoto (1974), 1 srebro (1973), 1 brąz (1970)
  - Zoltán Hajdu: 2 srebra (1990,1992)
  - János Jakab: 1 srebro (1979), 1 brąz (1976)
  - László Szatmári: 1 srebro (2007), 1 brąz (2008)
  - Péter Berecz: srebro (1981)
  - Zsolt Papp: srebro (1982)
  - Rafał Wilk : srebro (2005)
  - Zsolt Böszörményi: brąz (1992)
  - Pál Perényi: brąz (1975)
- w kategorii juniorskiej:
  - Zsolt Papp: złoto (1983), srebro (1982)
  - Péter Berecz: złoto (1977), brąz (1987)
  - Zsolt Böszörményi: złoto (1992), brąz (1990)
  - Sándor Csathó: złoto (1969)
  - Bertalan Koszován: złoto (1984)
  - Gyula Oszkó: złoto (1974)
  - István Sziráczki: złoto (1972)
  - András Bodnár: srebro (1979), brąz (1978)
  - Zsolt Bencze: srebro (1991)
  - István Gregó: srebro (1974)
  - Roland Kovács: srebro (2008)
  - István Szakos: srebro (1970)
  - Sándor Újhelyi: srebro (1986)
  - Gábor Melicher: brąz (1992)
  - Tibor Molnár: brąz (1970)
  - Tamás Szilágyi: brąz (2008)
  - József Sziráczki: brąz (1974)

## Poszczególne sezony

### Starty w węgierskiej lidze
| Sezon                                                               | Liga | Miejsce | Uwagi                                                       |
| ------------------------------------------------------------------- | ---- | ------- | ----------------------------------------------------------- |
| 1974                                                                | MCB  | 1       | (od tego sezonu jako Borsodi Volán Miskolc)                 |
| 1975                                                                | MCB  | 1       |                                                             |
| 1976                                                                | MCB  | 1       |                                                             |
| 1977                                                                | MCB  | 1       |                                                             |
| 1978                                                                | MCB  | 1       |                                                             |
| 1979                                                                | MCB  | 1       |                                                             |
| 1980                                                                | MCB  | 1       |                                                             |
| 1981                                                                | MCB  | 3       |                                                             |
| 1982                                                                | MCB  | 2       |                                                             |
| 1983                                                                | MCB  | 1       |                                                             |
| 1984                                                                | MCB  | 3       |                                                             |
| 1985                                                                | MCB  | 4       |                                                             |
| 1986                                                                | MCB  | 3       | (od tego sezonu jako Építők Borsodi Volán Miskolc)          |
| 1987                                                                | MCB  | 2       |                                                             |
| 1988                                                                | MCB  | ?       |                                                             |
| 1989                                                                | MCB  | 4       | (w tym sezonie jako Építők Volán Miskolc)                   |
| 1990                                                                | MCB  | 4       | (od tego sezonu ponownie jako Építők Borsodi Volán Miskolc) |
| 1991                                                                | MCB  | 4       |                                                             |
| 1992                                                                | MCB  | 2       |                                                             |
| 1993                                                                | MCB  | 3       |                                                             |
| 1994                                                                | MCB  | ?       |                                                             |
| W latach 1995–2003 nie organizowano rozgrywek ligowych na Węgrzech. |      |         |                                                             |
| 2004                                                                | MCB  | 2       | (od tego sezonu jako Speedway Miskolc)                      |
| 2005                                                                | MCB  | 2       |                                                             |
| 2006                                                                | MCB  | 3       | (od tego sezonu jako Speedway Miskolc SE)                   |
| 2007                                                                | MCB  | 3       |                                                             |
| 2008                                                                | MCB  | 5       | (ostatnie m-sce)                                            |

### Starty w polskiej lidze
| Sezon | Rozgrywki ligowe | Rozgrywki ligowe | Rozgrywki ligowe | Uwagi                    |
| Sezon | Liga             | Liga             | Miejsce          | Uwagi                    |
| ----- | ---------------- | ---------------- | ---------------- | ------------------------ |
| 2006  | III              | II liga          | 7/9              |                          |
| 2007  | III              | II liga          | 5/7              |                          |
| 2008  | III              | II liga          | 2/6              | Przegrane baraże o awans |
| 2009  | III              | II liga          | 1/7              |                          |
| 2010  | II               | I liga           | 8/8              |                          |

| Poziom ligowy | Liczba sezonów | Sezony    |
| ------------- | -------------- | --------- |
| II            | 1              | 2010      |
| III           | 4              | 2006–2009 |

### Starty w klubowym Pucharze Europy
W 2007 drużyna w składzie Jason Crump (komplet 15 pkt.), Hans Andersen (14 pkt.), Matej Ferjan (12 pkt.), Norbert Magosi (6 pkt.) i László Szatmári (0 pkt.), jako jedyny do tej pory zespół węgierski, zdobyła Klubowy Puchar Europy, podczas finału organizowanego w Miszkolcu.